# انجمن قمری بیرمنگام

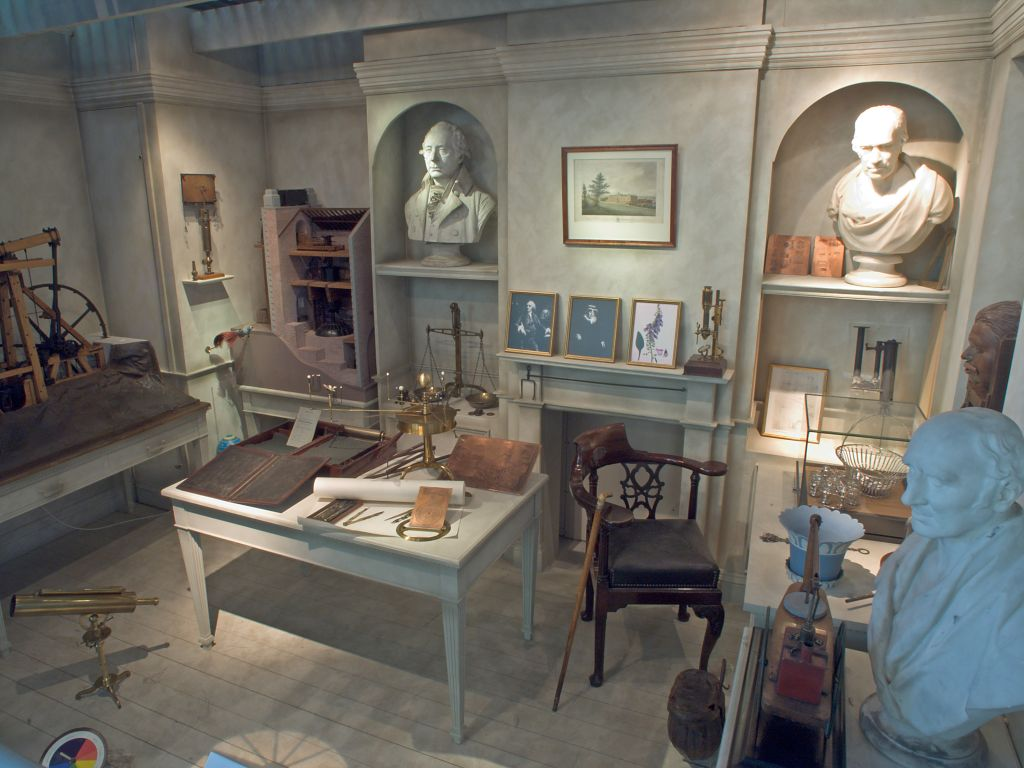
نمایش اشیاء مربوط به جیمز وات، متیو بولتون، ویلیام مرداک و همکارانش، از جمله سایر اعضای انجمن در موزه علوم بیرمنگام.

انجمن قمری بیرمنگام (به انگلیسی: Lunar Society of Birmingham) کلوب شبانه و غیررسمی نخبگان در بیرمنگام انگلستان که در آن صنعتگران، دانشمندان و روشنفکران در سال‌های ۱۷۶۵ میلادی تا ۱۸۱۳ میلادی به‌طور مرتب گرد هم می‌آمدند. ابتدائاً حلقه قمری خوانده می‌شد و نام انجمن قمری از ۱۷۷۵ رسمیت یافت. این نام بدان سبب به انجمن داده شد که اعضا هنگام کامل شدن ماه دیدار می‌کردند، چرا که نور ماه در آن سال‌ها سفر را برای آن‌ها آسان‌تر و مطمئن‌تر می‌ساخت. جیمز وات،ماتیو بولتن، اراسموس داروی، توماس دی، ریچارد لاول اجورث، ساموئل گالتون پسر، جیمز کییر، جورف پرایستلی، ویلیام اسمال، جاناتان استوکس، جان وایتهرست، ویلیام ویذرینگ اشخاصی هستند که تاکنون به‌طور قطع عضویت‌شان در این انجمن مسلم شده‌است.
امروزه، یک انجمن قمری جدید در بیرمنگام انگلستان وجود دارد که هدف آن ایفای نقشی فعال در توسعه شهر و منطقه است؛ انجمن قمری ایتالیا برای بحث دربارهٔ علم و نجوم تأسیس شده‌است؛ و در دانشگاه بیرمنگام یک انجمن قمری دیگر هر پنج‌شنبه بین ۶ تا ۸ بعد از ظهر شکل می‌گیرد و ورود و بحث در آن برای همگان آزاد است.